# Пшенников Петро Степанович
Пшенников Петро Степанович (9 лютого 1895, Москва, Російська імперія — 28 грудня 1941, Орловська область, РРФСР, СРСР) — радянський воєначальник, генерал-лейтенант (1940). Загинув під час Другої світової війни.

## Біографія
Народився в Москві в міщанській родині. Учасник Першої світової війни, у Російській імператорській армії дослужився до підпоручика. 
У 1917 році добровільно вступив до Червоної гвардії, а у 1918 році — до Червоної армії. Учасник Громадянської війни в Росії. Спершу командував батальйоном, згодом — Окремим залізничним та 13-м стрілецькими полками. Був нагороджений орденом Червоного Прапора.
Після війни командував стрілецькими бригадою і полком, закінчив курси удосконалення командного складу при Військовій академії імені Фрунзе. У 1926-1927 роках — командир 29-ї стрілецької дивізії. У 1927-1931 роках знаходився в запасі.
У 1931-1937 роках служив у військах ППО Ленінграда, у 1937-1939 роках — начальник Ленінградських курсів удосконалення командного складу. 

### Друга світова війна
Із 19 серпня 1939 року — командир 142-ї стрілецької дивізії Ленінградського військового округу. На чолі цієї дивізії брав участь у радянсько-фінській війні. Дивізія в боях з фінами показала себе чудово, дії командира були оцінені на найвищому  рівні. Тож незабаром Пшенников отримав звання генерал-лейтенанта і став командиром 36-го стрілецького корпусу. 25 травня 1941 року призначений командувачем 23-ї армії Ленінградського військового округу. 
На початку німецько-радянської війни продовжував командувати 23-ю армією на Карельському перешийку. Із 6 серпня по 1 вересня 1941 року командував 8-ю армією, брав участь в обороні Ленінграда. Із 22 вересня по 6 жовтня 1941 року командував Невською оперативною групою. Діяв невдало, тому був знятий з посади за наказом Жукова, який тоді командував Ленінградським фронтом. 
Із 13 грудня 1941 року командував 3-ю армією на Брянському фронті. Але вже 28 грудня загинув, підірвавшись на міні. Похований у Воронежі.

## Військові звання
- Полковник (1935)
- Комбриг (1939)
- Комдив (1 квітня 1940)
- Генерал-лейтенант (4 червня 1940)

## Нагороди
- Орден Червоного Прапора (1921)
- Орден Вітчизняної війни 1-го ступеня (1965, посмертно)
- Орден Червоної Зірки (1940)
- Медаль «XX років РСЧА» (1938)